# コーリャ 愛のプラハ
『コーリャ 愛のプラハ』（Kolya）は、1996年制作のチェコの映画。
1996年のアカデミー外国語映画賞、第9回東京国際映画祭グランプリを受賞。

## ストーリー
プラハに暮らす中年チェリストのロウカは独身主義者で女たらし、以前はオーケストラで演奏する有名な演奏家だったが、今では葬儀場で演奏するなどして生計を立てていた。ある日、友人から、ロシア人女性と偽装結婚する話を持ちかけられ、お金のために承諾する。しかしその女性が5歳の男の子コーリャを残して西ドイツに亡命してしまう。お互いに言葉も通じず、また秘密警察に目をつけられたロウカは、嫌々ながらコーリャの面倒を見るようになる。

## キャスト
| 役名                           | 俳優                         |
| ------------------------------ | ---------------------------- |
| フランティ・ロウカ             | ズデニェク・スヴェラーク     |
| コーリャ                       | アンドレイ・ハリモン         |
| クララ                         | リブシェ・シャフランコヴァー |
| ブロス                         | オンドジェイ・ヴェトヒィ     |
| ホウデク                       | ラディスラフ・スモリヤーク   |
| フランティの母                 | ステラ・ザーズヴォルコヴァー |
| ルジチカ(フランティの叔父)     | Jiří Sovák                   |
| ナディズダ(コーリャの母)       | イレーナ・リヴァノーヴァ     |
| タマラ(ナディズダの叔母)       | Lillian Malkina              |
| パーシャ                       | Petra Špalková               |
| ブランカ                       | シルヴィア・スヴァドヴァ     |
| ポコルニー                     | René Přibil                  |
| ノボトニー(警部)               | Miroslav Táborský            |
| ラファエル・クーベリック(本人) | ラファエル・クーベリック     |